# دادگاه‌های اسکاتلند
دادگاه‌های اسکاتلند 

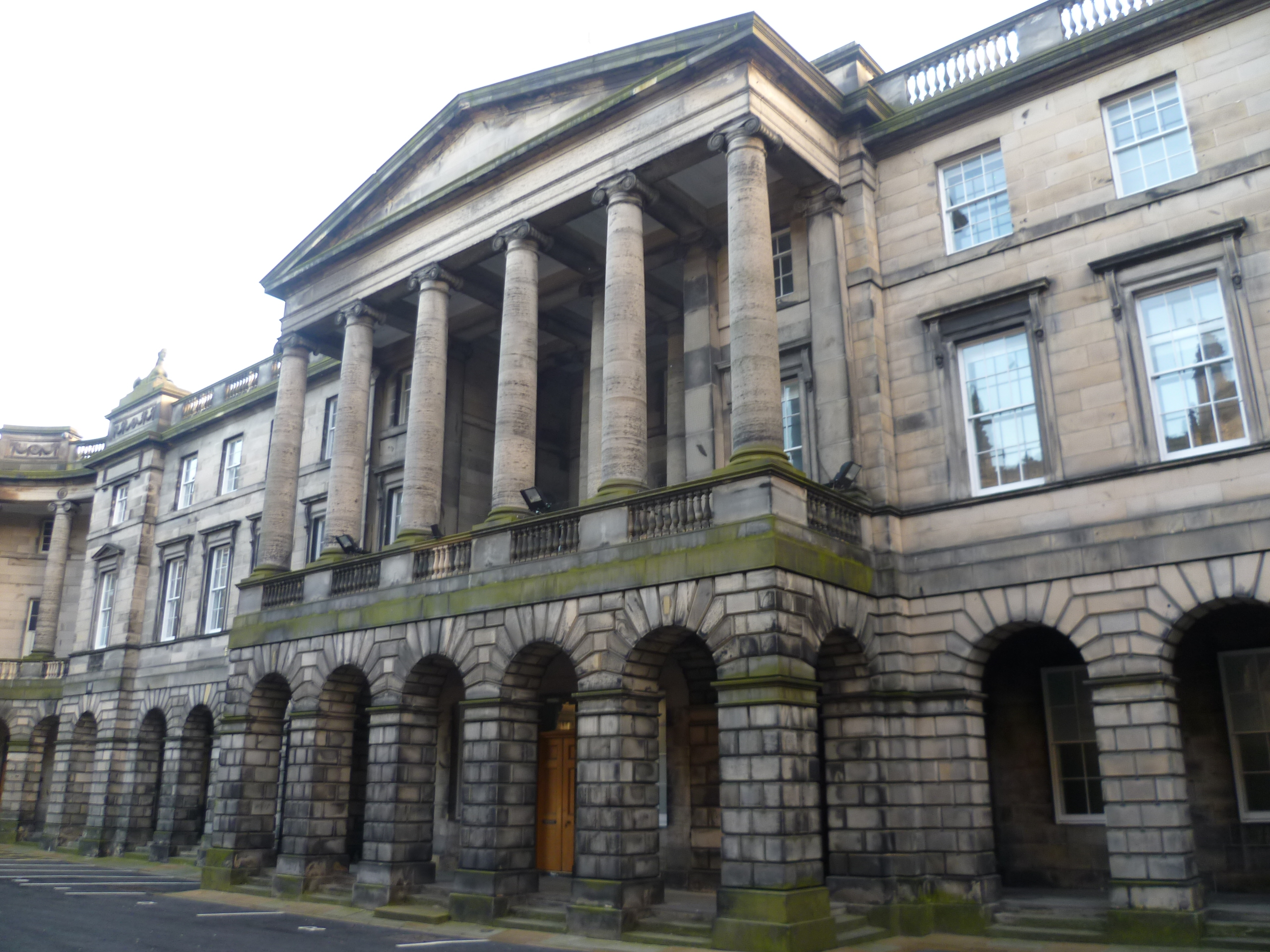
ورودی قضات به مجلس پارلمان، محل کالج دادگستری، در میدان پارلمان، ادینبرو.

(به گیلی اسکاتلندی: Cùirtean na h-Alba) مسئولیت اجرای عدالت در اسکاتلند را برپایهٔ مقررات حقوقی، کامن لا و مقررات منصفانه در حقوق اسکاتلند بر عهده دارند. ریاست دادگاه‌ها بر عهده قوهٔ قضائیهٔ اسکاتلند است، که قاضی‌های مختلف مسئول تضمین دادرسی عادلانه و تصمیم‌گیری دربارهٔ احکام هستند. دادگاه جلسه در اسکاتلند عالی‌ترین دادگاه مدنی است که آرای آن در دیوان عالی بریتانیا می‌توانند فرجام‌خواهی شوند و دیوان عالی دادگستری عالی‌ترین دادگاه کیفری است که تحت قدرت دیوان عالی بریتانیا در موارد قدرت‌سپاری و سازش‌پذیری با مقررات حقوق بشری در اروپا (ر.ک. کنوانسیون اروپایی حقوق بشر) تصمیم می‌گیرد.